# 小关镇
小关镇，是中华人民共和国河南省郑州市巩义市下辖的一个乡镇级行政单位。

## 行政区划
小关镇下辖以下地区：
小关村、冯寨村、龙门村、南岭新村、楼子沟村、口头村、杜沟村、段河村、水道口村、张家庄村、郑沟村、山怀村和丰门沟村。